# ジェーン・マーセット

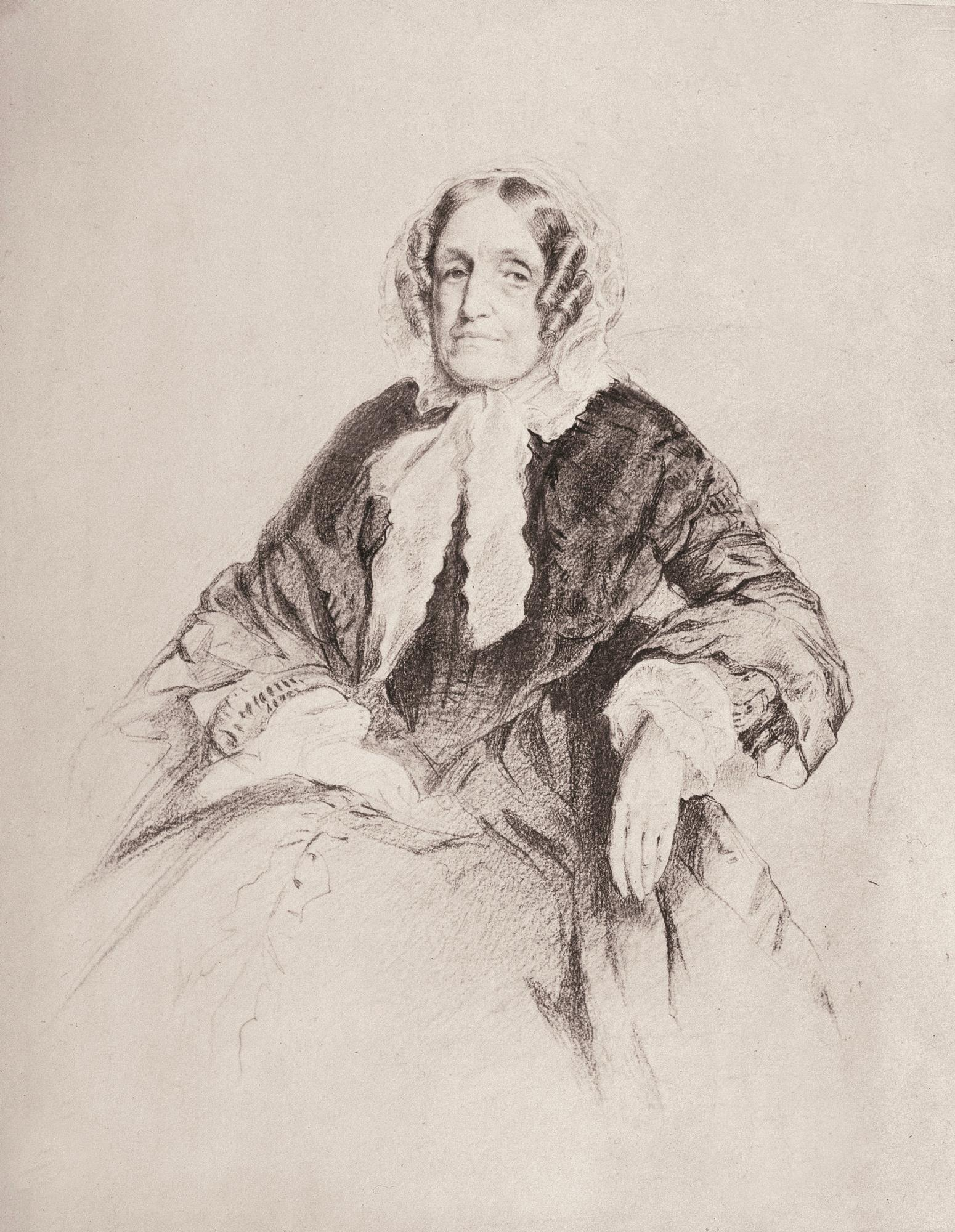
Jane Marcet

ジェーン・マーセット（Jane Marcet、 旧姓Haldimand、1769年1月1日 – 1858年6月28日）は19世紀のイギリスの作家である。科学の入門書の著者として知られる。
ロンドンで裕福なスイス系の銀行家の家に生まれた。兄弟とともに家庭教師から教育を受けた。1799年にスイスから亡命していた医師のアレキサンダー・マーセットと結婚し、ロンドンに暮らし、夫の知り合いの当時の一流の科学者たちと交際した。夫の著書の校正を行ううちに自らも本を書こうと決め、化学、植物学、宗教、経済学の解説本を執筆し、それぞれ"Conversations"（「会話」または「談義」）というタイトルが付けられた。
著書のスタイルはキャロラインとエミリーという2人の生徒とブライアント先生の会話という形がとられた。1806年に出版された『化学談義』が評判になり、有名な作品である。マーセットが参加したハンフリー・デービーの講義の内容を要約し、わかりやすく解説したものであった。世界で最初の科学の初等教科書のひとつであり、イギリスで16版を重ねた。若き日のマイケル・ファラデーの科学への興味を呼び起こした著作であるとされている。
1816年にはアダム・スミスやマルサスやデヴィッド・リカードの経済理論を解説した『経済学対話』(Conversations on Political Economy)も出版した。
独創的な方法で、化学や経済学をやさしく解説した著書は、子供だけでなく成人、特に女性に歓迎され、大きな影響を与えた。

## 著書一覧
- Conversations on Chemistry. In Which the Elements of That Science Are Familiarly Explained and Illustrated by Experiments, 1806.
- Conversations on Political Economy: In Which the Elements of That Science Are Familiarly Explained 1816
- Conversations on Natural Philosophy (an exposition of the first elements of science for very young children), 1819.
- Conversations on Evidences of Christianity, 1826.
- Conversations on Vegetable Physiology, 1829.
- Essays, 1831
- John Hopkins's Notions of Political Economy, 1833
- The Ladies’ companion to the Flower Garden, 1841.
- Conversations on the History of England, 1842
- Conversations on Language for Children, 1844
- Willy's Grammar: Interspersed with Stories for the Use of Children, 1845
- Rich and Poor, 1851
- Mrs. Marcet's Story-Book